# Seiko Matsuda Concert Tour 2012 Very Very
『Seiko Matsuda Concert Tour 2012 Very Very』（セイコ・マツダ・コンサート・ツアー・2012・ヴェリー・ヴェリー）は、松田聖子のライブ・ビデオ。2012年11月14日発売。発売元はUNIVERSAL SIGMA。

## 解説
同年6月～8月に行われたコンサート・ツアーから日本武道館公演の模様を収録したDVD。
同年発売アルバム『Very Very』からの楽曲を中心に披露した。
初回限定盤と通常盤の2形態で発売。

## 収録曲
1. OPENING
2. 涙のしずく
3. You are everything 〜あなたがすべて〜
4. MC 1
5. あなたと生きること
6. あなたに逢いたくて〜Missing You〜
7. 瞳はダイアモンド
8. 小麦色のマーメイド
9. MC 2
10. SWEET MEMORIES
11. 秘密の花園
12. 白いパラソル
13. 秘密の花園
14. MC 3
15. 赤いスイートピー
16. 映像
17. The fantastic world
18. Your Magic
19. Very Very!
20. Let's Talk Again
21. Rock'n Rouge
22. 時間の国のアリス
23. 渚のバルコニー
24. 天国のキッス
25. チェリーブラッサム
26. 夏の扉
27. 20th Party
28. 30th Party
29. エンディング